# USS Vincennes (CG-49)
El USS Vincennes (CG-49) fue un crucero de la clase Ticonderoga de la Armada de los Estados Unidos que sirvió desde 1985 hasta 2005. Fue protagonista del desastre del vuelo 655 de Iran Air ocurrido en 1988.

## Construcción
Ordenado el 28 de agosto de 1981 al Ingalls Shipbuilding (Misisipi), fue construido iniciando con la colocación de la quilla el 19 de octubre de 1982. El casco fue botado el 14 de enero de 1984 y entró en servicio el 6 de julio de 1985.

## Historia de servicio

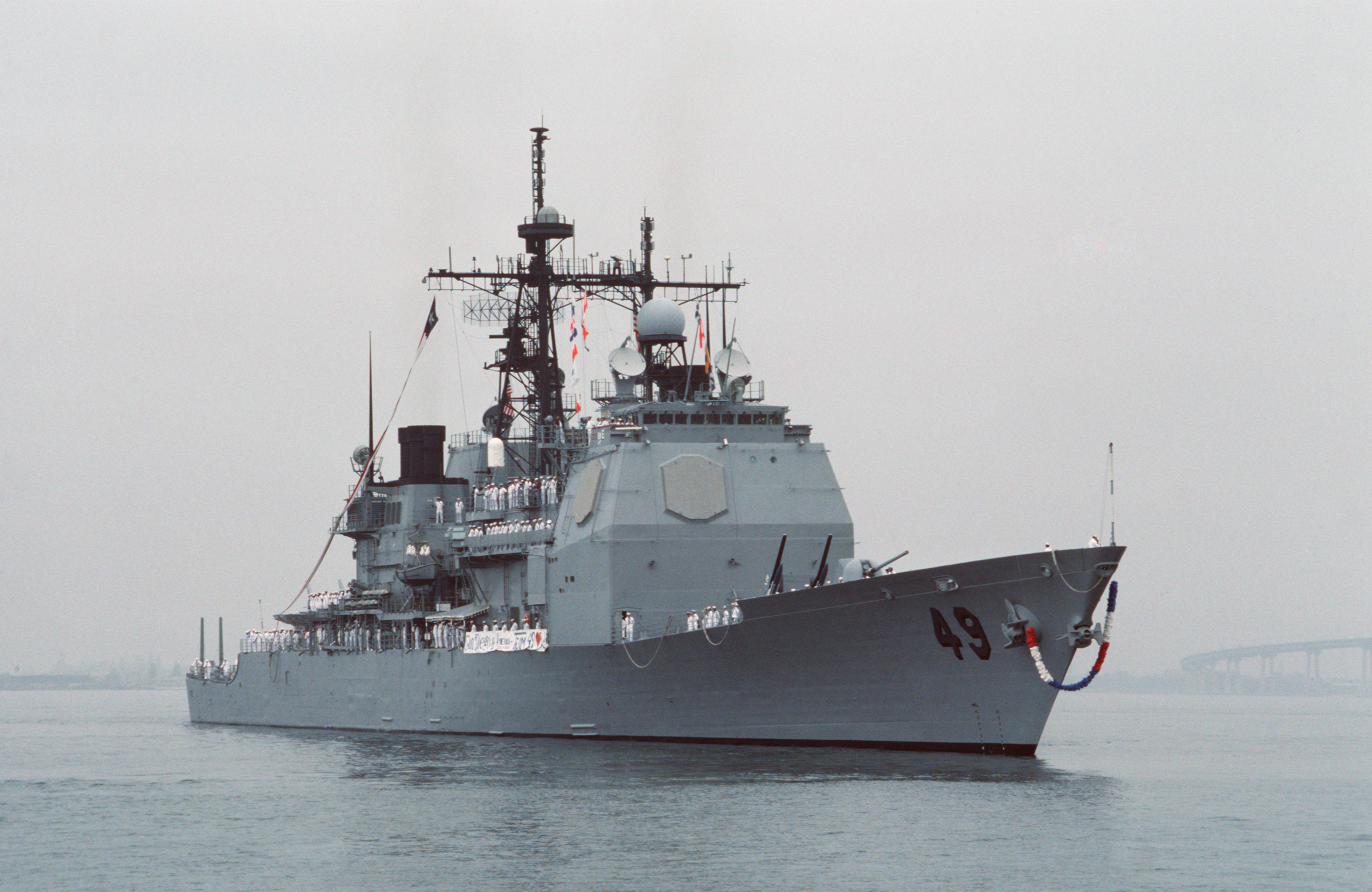
USS Vincennes en el año 1988.

El 3 de julio de 1988, durante la Operación Earnest Will, este crucero derribó accidentalmente a un avión comercial Airbus A300 de Iran Air con 290 pasajeros a bordo que volaba sobre el golfo Pérsico. El buque había confundido al comercial con un caza F-14 de la fuerza aérea de Irán.
En 2004 sufrió una colisión con el buque de asalto anfibio USS Coronado.
El Vincennes pasó a la baja el 29 de junio de 2005. Fue vendido a un particular para su desguace en 2010; fue desguazado al año siguiente.